# Jason Moore
Jason Moore (født 1984 eller 1985 (39-40 år)) er en amerikansk Wikipedia-skribent (en) som er blandt den engelsksprogede Wikipedias mest aktive bidragydere efter antal redigeringer (en). Under brugernavnet "Another Believer" har han redigeret siden 2007 med særlig fokus på aktuelle begivenheder, herunder COVID-19-pandemien, George Floyd-protesterne og kulturen i Portland, Oregon, hvor han selv har bopæl. På Wikipedia har Moore oprettet og videreført redaktør-interessegrupper (såkaldte WikiProjekter (en)) for at fremme fælles arbejde på de pågældende emner. Som arrangør i Wikimedia-bevægelsen (en) har Moore fungeret som vært for sammenkomster og edit-a-thons med formål at oplære nye redaktører.

## Wikipedia
Moore er blandt det engelsksprogede Wikipedias mest aktive redaktører målt efter antal redigeringer. Under brugernavnet "Another Believer" har Moore siden 2007 foretaget en halv million redigeringer, blandt andet i form af flere tusinde oprettede sider, heriblandt artikler om aktuelle begivenheder, naturkatastrofer og terrorangreb. Nogle af disse artikler omfatter stormen på United States Capitol 2021, skyderiet i Buffalo i 2022 og skyderiet i Laguna Woods (en) samme år. På Engelsk Wikipedia har Moore stiftet redaktør-interessegrupper som har til formål at forbedre Wikipedias dækning af aktuelle begivenheder såsom COVID-19-pandemien. Under COVID-19 dokumenterede han pandemiens stigende omfang på tværs af adskillige amerikanske delstater, erhvervssektorer og lokalsamfund. Han var en hoved-bidragsyder til artikler om demonstrationerne i kølvandet på mordet på George Floyd. Efter at have påbegyndt artiklen om stormen på United Sates Capitol i 2021 overvågede og faciliterede han og andre redaktører tilstrømningen af nyt indhold til artiklen i takt med, at selve begivenhederne udfoldede sig.
Han har desuden skrevet om emner tilknyttet Portland som hesteringe (en), roser (en), Yale Union Laundry Building (en) og Oregon Symphony (en)s album Music for a Time of War (en) fra 2011. Moores første "featured article" (hvilket svarer til fremragende artikel på det danske Wikipedia) handlede om albummet Rufus Does Judy at Carnegie Hall (en). Han har berettet, at han motiveres af den øjeblikkelige tilfredsstillelse af så let at forbedre internettet ("the instant gratification of making the Internet better so easily") og tilfredsheden af at dele oplysninger med verden ("sharing information with the world"). CNN Business (en) beskrev Moore som en Wikipedia-influent ("Wikipedia influencer").
Udover at redigere har Moore medvirket til at opbygge Wikimedia-bevægelsen ved at arrangere lokale sammentræf samt at oplære nye redaktører. En edit-a-thon han organiserede på Portland Art Museum (en) i 2013 tilbød folk at bruge museets ressourcer for at forbedre dækningen af lokale kunstnere, kunstorganisationer og offentligt kunst. Han fortsatte som vært for begivenheder i Portland-området, især for at forbedre Wikipedias dækning af Portland kunst og kvindelige kunstnere. Moore har også hjulpet med at etablere en særlig LGBT-gruppe tilknyttet Wikimedia og deres Wiki Loves Pride (en)-kampagne for at forbedre dækningen af LGBT-kultur og historie.

## Privatliv og karriere
Moore blev født i 1984 eller 1985 (39-40 år) og voksede op i Houston. Under skolegangen nød han at få tildelt bograpporter (en) og videnskabsprojekter (en). I 2022 boede han i Portland, hvor han arbejdede med digital strategi. Førhen var han ansat i Oregon Symphonys fundraising-afdeling.